# بخش سینتیان (شهرستان شلبی، اوهایو)
بخش سینتیان (به انگلیسی: Cynthian Township) یک منطقه مسکونی در ایالات متحده آمریکا است که در شهرستان شلبی، اوهایو واقع شده‌ است.
 بخش سینتیان ۸۱٫۲ کیلومتر مربع مساحت و ۱٬۹۷۲ نفر جمعیت دارد و ۳۰۹ متر بالاتر از سطح دریا قرار دارد.